# Amt Röderland
Das Amt Röderland war ein 1992 gebildetes Amt in Brandenburg, in dem sich sechs Gemeinden im damaligen Kreis Bad Liebenwerda (seit 1993 Landkreis Elbe-Elster, Brandenburg) zu einem Verwaltungsverbund zusammengeschlossen hatten. Amtssitz war in der Gemeinde Prösen. Das Amt wurde 2003 wieder aufgelöst, die amtsangehörigen Gemeinden wurden in die Gemeinde Röderland eingegliedert. Das Amt hatte zuletzt (Ende 2002) insgesamt 4941 Einwohnern.

## Geographische Lage
Das Amt Röderland grenzte im Norden an das Amt Bad Liebenwerda, im Osten an die Stadt Elsterwerda, im Süden an das Amt Schradenland und im Westen an den Freistaat Sachsen.

## Geschichte
Der Minister des Innern des Landes Brandenburg erteilte am 2. September 1992 seine Zustimmung zur Bildung des Amtes Röderland. Als Zeitpunkt des Zustandekommens des Amtes wurde der 15. September 1992 festgelegt. Das Amt hatte seinen Sitz in der Gemeinde Prösen und bestand zunächst aus sechs Gemeinden im damaligen Kreis Bad Liebenwerda (in der Reihenfolge ihrer Nennung im Amtsblatt):
1. Prösen
2. Saathain
3. Stolzenhain an der Röder
4. Reichenhain
5. Wainsdorf
6. Haida

Die Zuordnung der Gemeinde Wainsdorf zum Amt Schradenland wurde mit Wirkung zum 15. September 1992 aufgehoben, die Gemeinde dem Amt Röderland zugeordnet.
Am 11. Februar 2002 genehmigte das Ministerium des Innern des Landes Brandenburg die Bildung der neuen Gemeinde Röderland aus den Gemeinden Haida, Prösen, Reichenhain, Saathain, Stolzenhain a. d. Röder und Wainsdorf des Amtes Röderland. Die Bildung der neuen Gemeinde wurde erst zum 26. Oktober 2003 rechtswirksam. Das Amt Röderland wurde mit demselben Datum aufgelöst. Der Ortsteil Würdenhain der Gemeinde Haida wurde auch Ortsteil der Gemeinde Röderland, die damit nun sieben Ortsteile hat.

## Amtsdirektorin
Letzte Amtsdirektorin war Heiderose Hubrig, die 2003 Bürgermeisterin der Gemeinde Röderland wurde.

## Belege
1. ↑  Landesbetrieb für Datenverarbeitung und Statistik Land Brandenburg Historisches Gemeindeverzeichnis des Landes Brandenburg 1875 bis 2005 19.4 Landkreis Elbe-Elster PDF
2. ↑  Bildung des Amtes Röderland. Bekanntmachung des Ministers des Innern vom 2. September 1992. Amtsblatt für Brandenburg – Gemeinsames Ministerialblatt für das Land Brandenburg, 3. Jahrgang, Nummer 75, 5. Oktober 1992, S. 1867.
3. ↑  Zuordnung der Gemeinde Wainsdorf (Kreis Bad Liebenwerda) zum Amt Röderland. Bekanntmachung des Ministers des Innern vom 9. September 1992. Amtsblatt für Brandenburg – Gemeinsames Ministerialblatt für das Land Brandenburg, 3. Jahrgang, Nummer 81, 22. Oktober 1992, S. 1910.
4. ↑  Bildung einer neuen Gemeinde Röderland. Bekanntmachung des Ministeriums des Innern vom 11. Februar 2002. Amtsblatt für Brandenburg Gemeinsames Ministerialblatt für das Land Brandenburg, 13. Jahrgang, 2002, Nummer 9, 27. Februar 2002, S. 228 PDF
5. ↑  Hauptsatzung der Gemeinde Röderland vom 27. November 2008 PDF (Seite dauerhaft nicht mehr abrufbar, festgestellt im Oktober 2024. Suche in Webarchiven)
6. ↑  Frank Fladerer: Kommunen in der Region für Lohnerhöhung gewappnet (Memento vom 17. Februar 2013 im Webarchiv archive.today), Lausitzer Rundschau vom 8. Januar 2003.